# Willem II Tilburg 2017-2018
Questa voce raccoglie le informazioni riguardanti il Willem II Tilburg nelle competizioni ufficiali della stagione 2017-2018.

## Stagione
In campionato la squadra si salvò grazie al tredicesimo posto finale. Nella coppa nazionale terminò la sua corsa in semifinale, eliminato dal Feyenoord con un netto 3-0.

## Rosa
| N. |                        | Ruolo | Calciatore            |
| -- | ---------------------- | ----- | --------------------- |
| 1  | Germania (bandiera)    | P     | Timon Wellenreuther   |
| 2  | Aruba (bandiera)       | A     | Fernando Lewis        |
| 3  | Paesi Bassi (bandiera) | D     | Freek Heerkens        |
| 4  | Paesi Bassi (bandiera) | D     | Jordens Peters        |
| 5  | Paesi Bassi (bandiera) | D     | Jop van der Linden    |
| 6  | Spagna (bandiera)      | C     | Pedro Chirivella      |
| 7  | Francia (bandiera)     | A     | Karim Coulibaly       |
| 8  | Nigeria (bandiera)     | A     | Bartholomew Ogbeche   |
| 9  | Spagna (bandiera)      | A     | Fran Sol              |
| 10 | Paesi Bassi (bandiera) | C     | Thom Haye             |
| 11 | Belgio (bandiera)      | A     | Jordy Croux           |
| 15 | Paesi Bassi (bandiera) | D     | Giliano Wijnaldum     |
| 16 | Polonia (bandiera)     | C     | Bartlomiej Urbanski   |
| 17 | Slovenia (bandiera)    | A     | Etien Velikonja       |
| 19 | Marocco (bandiera)     | A     | Mohammed El Hankouri  |
| 20 | Paesi Bassi (bandiera) | C     | Elmo Lieftink         |
| 21 | Grecia (bandiera)      | D     | Konstantinos Tsimikas |

| N. |                        | Ruolo | Calciatore            |
| -- | ---------------------- | ----- | --------------------- |
| 23 | Paesi Bassi (bandiera) | C     | Ben Rienstra          |
| 25 | Germania (bandiera)    | D     | Thomas Meißner        |
| 28 | Portogallo (bandiera)  | A     | Asumah Abubakar       |
| 29 | Curaçao (bandiera)     | D     | Darryl Lachman        |
| 31 | Paesi Bassi (bandiera) | P     | Mattijs Branderhorst  |
| 32 | Camerun (bandiera)     | C     | Eyong Enoh            |
| 34 | Suriname (bandiera)    | D     | Damil Dankerlui       |
| 38 | Belgio (bandiera)      | A     | Ismail Azzaoui        |
| 51 | Islanda (bandiera)     | A     | Kristófer Kristinsson |
| 93 | Paesi Bassi (bandiera) | P     | Stefan van der Lei    |
| -  | Paesi Bassi (bandiera) | P     | Wessel Sprangers      |
| -  | Curaçao (bandiera)     | D     | Justin Ogenia         |
| -  | Inghilterra (bandiera) | C     | Dan Crowley           |
| -  | Paesi Bassi (bandiera) | C     | Thomas Kok            |
| -  | Romania (bandiera)     | A     | Andreias Calcan       |
| -  | Paesi Bassi (bandiera) | A     | Emrah Bostanci        |

## Risultati

### Eredivisie
| Arbitro: | Jeroen Manschot |

|              |           |                                                       |
| Fran Sol 65’ | Marcatori | 29’ (aut.) Timon Wellenreuther 52’ Zakaria El Azzouzi |

| Arbitro: | Serdar Gözübüyük |

|                                     |           |  |
| Zakaria Labyad 2’ Cyriel Dessers 7’ | Marcatori |  |

| Arbitro: | Bas Nijhuis |

| |           |  |
| Jens Toornstra 13’ Steven Berghuis 16’ Jens Toornstra 20’ Tonny Vilhena 39’ Jean-Paul Boëtius 81’ (rig.) | Marcatori |  |

| Arbitro: | Dennis Higler |

|              |           |                                                    |
| Fran Sol 77’ | Marcatori | 32’ (rig.) Nasser El Khayati 86’ Nasser El Khayati |

| Arbitro: | Pol van Boekel |

|                          |           |                                                     |
| Mikhail Rosheuvel 45'+2’ | Marcatori | 5’ Etien Velikonja 23’ Fran Sol 31’ Etien Velikonja |

| Arbitro: | Ed Janssen |

|                   |           |                                      |
| Elmo Lieftink 12’ | Marcatori | 45’ Stijn Schaars 59’ Yuki Kobayashi |

| Arbitro: | Jeroen Manschot |

|                                                                                      |           |  |
| Hirving Lozano 49’ Gastón Pereiro 55’ Hirving Lozano 58’ Marco van Ginkel 70’ (rig.) | Marcatori |  |

| Arbitro: | Richard Martens |

|                                                    |           |                            |
| Fran Sol 45'+1’ Ismail Azzaoui 60’ Fran Sol 90'+1’ | Marcatori | 40’ (rig.) Oussama Assaidi |

| Arbitro: | Allard Lindhout |

|  |           |              |
|  | Marcatori | 33’ Fran Sol |

| Arbitro: | Dennis Higler |

|                            |           |                                                      |
| Etien Velikonja 55’ (rig.) | Marcatori | 70’ Lasse Schöne 79’ Siem de Jong 90'+1’ David Neres |

| Arbitro: | Kevin Blom |

|                                                               |           |                                     |
| Alireza Jahanbakhsh 35’ (rig.) Guus Til 54’ Wout Weghorst 64’ | Marcatori | 25’ Ben Rienstra 85’ Ismail Azzaoui |

| Arbitro: | Edwin van de Graaf |

|                                       |           |                                   |
| Thom Haye 46’ Bartholomew Ogbeche 57’ | Marcatori | 23’ Deroy Duarte 27’ Deroy Duarte |

| Arbitro: | Siemen Mulder |

|                                                                    |           |                                                                            |
| Vito van Crooij 7’ Damian van Bruggen 49’ Clint Leemans 72’ (rig.) | Marcatori | 62’ Bartholomew Ogbeche 74’ Bartholomew Ogbeche 90'+2’ Bartholomew Ogbeche |

| Arbitro: | Danny Makkelie |

|                                                             |           |                        |
| Fran Sol 4’ Bartholomew Ogbeche 13’ Bartholomew Ogbeche 21’ | Marcatori | 86’ Sebastian Jakubiak |

| Arbitro: | Bas Nijhuis |

|                         |           |                     |
| Bartholomew Ogbeche 43’ | Marcatori | 50’ Thierry Ambrose |

| Arbitro: | Serdar Gözübüyük |

|                                  |           |                                          |
| Tim Matavz 23’ Bryan Linssen 88’ | Marcatori | 14’ Bartholomew Ogbeche 58’ Ben Rienstra |

| Arbitro: | Reinold Wiedemeijer |

|                               |           |                                                              |
| Fran Sol 10’ Ben Rienstra 36’ | Marcatori | 40’ (rig.) Erik Bakker 59’ Mustafa Saymak 85’ Mustafa Saymak |

| Arbitro: | Jeroen Manschot |

|                                                        |           |              |
| Justin Kluivert 63’ Kasper Dolberg 72’ David Neres 81’ | Marcatori | 53’ Fran Sol |

| Arbitro: | Danny Makkelie |

|                    |           |                |
| Ismail Azzaoui 71’ | Marcatori | 14’ Ritsu Doan |

| Arbitro: | Reinold Wiedemeijer |

|  |           |                                           |
|  | Marcatori | 6’ Mats Seuntjens 14’ Alireza Jahanbakhsh |

| Arbitro: | Christiaan Bax |

|                 |           |  |
| Fred Friday 23’ | Marcatori |  |

| Arbitro: | Ed Janssen |

|                                                          |           |  |
| Bartholomew Ogbeche 44’ Ben Rienstra 49’ Jordy Croux 53’ | Marcatori |  |

| Arbitro: | Pol van Boekel |

|                     |           |  |
| Vincent Vermeij 45’ | Marcatori |  |

| Arbitro: | Joey Kooij |

|                                                   |           |              |
| Björn Johnsen 69’ Nasser El Khayati 90'+2’ (rig.) | Marcatori | 40’ Fran Sol |

| Arbitro: | Jeroen Manschot |

|                  |           |  |
| Ben Rienstra 14’ | Marcatori |  |

| Arbitro: | Serdar Gözübüyük |

|                                              |           |  |
| Lucas Woudenberg 13’ Reza Ghoochannejhad 47’ | Marcatori |  |

| Arbitro: | Björn Kuipers |

|                                                                                        |           |  |
| Ben Rienstra 21’ Fran Sol 59’ Fran Sol 70’ (rig.) Ben Rienstra 76’ Fran Sol 90’ (rig.) | Marcatori |  |

| Arbitro: | Reinold Wiedemeijer |

|                               |           |                                        |
| Thomas Lam 43’ Peet Bijen 87’ | Marcatori | 14’ Konstantinos Tsimikas 70’ Fran Sol |

| Arbitro: | Jochem Kamphuis |

|                                                      |           |                                          |
| Thom Haye 40’ Konstantinos Tsimikas 45’ Fran Sol 50’ | Marcatori | 20’ Gyrano Kerk 31’ Sander van de Streek |

| Arbitro: | Edwin van de Graaf |

|                                            |           |              |
| Luigi Bruins 28’ (rig.) Stanley Elbers 46’ | Marcatori | 14’ Fran Sol |

| Arbitro: | Ed Janssen |

|                      |           |                                  |
| Arno Verschueren 29’ | Marcatori | 4’ Ben Rienstra 40’ Ben Rienstra |

| Arbitro: | Kevin Blom |

|                         |           |                                                                                               |
| Bartholomew Ogbeche 75’ | Marcatori | 28’ Dylan Vente 51’ Sofyan Amrabat 57’ Tonny Vilhena 86’ Dylan Vente 90'+2’ Bilal Basacikoglu |

| Arbitro: | Rob Dieperink |

|  |           |                    |
|  | Marcatori | 66’ Ismail Azzaoui |

| Arbitro: | Siemen Mulder |

|                                            |           |                                |
| Konstantinos Tsimikas 29’ Ben Rienstra 70’ | Marcatori | 63’ Matt Miazga 83’ Tim Matavz |

### KNVB beker
| Arbitro: | Ingmar Oostrom |

|                                     |           |                                                                                   |
| Sander Krijns 62’ Steven van Es 77’ | Marcatori | 41’ Ben Rienstra 43’ Konstantinos Tsimikas 49’ Konstantinos Tsimikas 56’ Fran Sol |

| Arbitro: | Martin van den Kerkhof |

|                               |           |                         |
| Ben Rienstra 49’ Fran Sol 61’ | Marcatori | 54’ Reza Ghoochannejhad |

| Arbitro: | Kevin Blom |

|                                              |           |  |
| Fran Sol 14’ Fran Sol 37’ Ismail Azzaoui 40’ | Marcatori |  |

| Arbitro: | Dennis Higler |

|                                                   |                      |                                              |
| Bartholomew Ogbeche 39’ Konstantinos Tsimikas 62’ | Marcatori            | 37’ (rig.) Simon Gustafson 48’ Donis Avdijaj |
|                                                   | Tiri di rigore 7 – 6 |                                              |

| Arbitro: | Kevin Blom |

|                                                            |           |  |
| Steven Berghuis 20’ Robin van Persie 60’ Tonny Vilhena 84’ | Marcatori |  |